# Ванадієві руди
Ванадієві руди (рос. ванадиевые руды, англ. vanadium ores; нім. Vanadienerze) — природні мінеральні утворення, які містять ванадій в кількостях, економічно вигідних для добування. Ванадій міститься в руді у вигляді домішки (0,1-4,9 % V2О5) в магнетиті та його різновидах, ільменіті, рутилі або у вигляді власних мінералів: ванадиніту (11-19 % V2О5), деклуазиту (16-23 %), купродеклуазиту (17-22 %), карнотиту (16-21 %), роскоеліту (9-29 %), тюямуніту (19 %) та інш.
Більшість родов., з руд яких вилучають ванадій, комплексні; з них також отримують залізо, титан, уран, свинець, цинк, мідь, алюміній, фосфор. Родовища пром. ванадієвої руди поділяються на магматичні, контактово-метасоматичні, екзогенні і метаморфогенні. Загальні ресурси ванадію в перерахунку на V2О5 становлять бл. 57 млн т. Провідні продуценти V2О5 — південноафриканські країни, частка яких становить бл. 40 % світової ванадієвої продукції. Найбільші експортери — ПАР і Фінляндія. Перспективними джерелами вилучення ванадію є нафта (до 0,1 % V2О5); оолітові бурі залізняки (0,07-0,2 %), вуглисто-кременисті сланці (0,2-1,5 %), боксити (0,02-0,4 %); золи вугілля і горючих сланців (0,2 %).
В Україні підвищений вміст ванадію мають осадові руди Керченського залізорудного басейну, деякі осадові боксити, слабкометаморфізоване вугілля та вулканогенно-осадові породи Українського щита. В останніх вміст ванадію підвищений в десятки разів у гідротермальних зонах, у 3-4 рази — в залізорудних формаціях та метабазитах.